# Amphoe Thong Pha Phum
Amphoe Thong Pha Phum (Thai: อำเภอทองผาภูมิ) ist ein Landkreis (Amphoe – Verwaltungs-Distrikt) im nördlichen Teil der Provinz Kanchanaburi. Die Provinz Kanchanaburi liegt im Westen der Zentralregion von Thailand an der Grenze zu Myanmar.

## Geographie
Die benachbarten Landkreise sind (von Westen im Uhrzeigersinn): die Tanintharyi-Division in Myanmar, Amphoe Sangkhla Buri der Provinz Kanchanaburi, Amphoe Umphang der Provinz Tak, Amphoe Ban Rai der Provinz Uthai Thani, sowie die Amphoe Si Sawat und Sai Yok nochmals aus der Provinz Kanchanaburi.
Die Haupt-Wasserressource ist der Mae Nam Khwae Yai (Khwae-Yai-Fluss – „Großer Nebenfluss“, weltbekannt als River Kwai).

## Geschichte
Der Landkreis Thong Pha Phum  wurde 1902 zunächst als „Zweigkreis“ (King Amphoe) von Sangkhla Buri, Landkreis Wang Ka eingerichtet. Im Jahr 1939 wurde Wang Ka in Sangkhla Buri umbenannt, gleichzeitig Wang Ka in Thong Pha Phum.
Am 20. Mai 1941 bekam Thong Pha Phum den vollen Amphoe-Status, gleichzeitig wurde Sangkhlaburi zu einem Unterbezirk herabgestuft. Damals bestand der Landkreis zunächst aus den sechs Tambon Tha Khanun, Hin Dat, Dika, Chalae, Pilok und Linthin.

## Wirtschaft

### Staudämme
- Vajiralongkorn-Talsperre (Khao-Laem-Damm) – die Anlage erzeugt etwa 300 kW. Der Strom aus dem Wasserkraftwerk wird nach Bangkok geliefert.

### Sonstiges
- Ausgewählte OTOP-Produkte des Landkreises[3]
  - Gebackene Bananen in Honig
  - Möbel aus „Golden Teakwood“ (Australische Silber-Akazie, Acacia decurrens Willd.)
  - Reiswein
  - Haushaltsgegenstände aus geflochtenem Bambus

## Sehenswürdigkeiten
In Thong Pha Phum liegen die folgenden Nationalparks:
- Nationalpark Thong Pha Phum (อุทยานแห่งชาติทองผาภูมิ)[4],
- Nationalpark Lam Khlong Ngu (อุทยานแห่งชาติลำคลองงู)[5] und
- Nationalpark Khao Laem (อุทยานแห่งชาติเขาแหลม)[6].

## Verwaltung

### Provinzverwaltung
Der Landkreis Thong Pha Phum ist in sieben Tambon („Unterbezirke“ oder „Gemeinden“) eingeteilt, die sich weiter in 45 Muban („Dörfer“) unterteilen.
| Nr. | Name           | Thai     | Muban | Einw.  |
| --- | -------------- | -------- | ----- | ------ |
| 01. | Tha Khanun     | ท่าขนุน    | 05    | 16.682 |
| 02. | Pilok          | ปิล๊อก     | 04    | 05.167 |
| 03. | Hin Dat        | หินดาด    | 08    | 05.140 |
| 04. | Linthin        | ลิ่นถิ่น     | 07    | 06.847 |
| 05. | Cha Lae        | ชะแล     | 07    | 09.900 |
| 06. | Huai Khayeng   | ห้วยเขย่ง  | 08    | 09.578 |
| 07. | Sahakon Nikhom | สหกรณ์นิคม | 06    | 05.020 |

### Lokalverwaltung
Es gibt vier Kommunen mit „Kleinstadt“-Status (Thesaban Tambon) im Landkreis:
- Tha Khanun (Thai: เทศบาลตำบลท่าขนุน) bestehend aus Teilen des Tambon Tha Khanun.
- Linthin (Thai: เทศบาลตำบลลิ่นถิ่น) bestehend aus dem kompletten Tambon Linthin.
- Sahakon Nikhom (Thai: เทศบาลตำบลสหกรณ์นิคม) bestehend aus dem kompletten Tambon Sahakon Nikhom.
- Thong Pha Phum (Thai: เทศบาลตำบลทองผาภูมิ) bestehend aus Teilen des Tambon Tha Khanun.

Außerdem gibt es vier „Tambon-Verwaltungsorganisationen“ (องค์การบริหารส่วนตำบล – Tambon Administrative Organizations, TAO)
- Pilok (Thai: องค์การบริหารส่วนตำบลปิล๊อก) bestehend aus dem kompletten Tambon Pilok.
- Hin Dat (Thai: องค์การบริหารส่วนตำบลหินดาด) bestehend aus dem kompletten Tambon Hin Dat.
- Cha Lae (Thai: องค์การบริหารส่วนตำบลชะแล) bestehend aus dem kompletten Tambon Cha Lae.
- Huai Khayeng (Thai: องค์การบริหารส่วนตำบลห้วยเขย่ง) bestehend aus dem kompletten Tambon Huai Khayeng.